# Alsstien
De Alsstien (Alsspad) is een gemarkeerd langeafstandswandelpad in Denemarken op het eiland Als. De route is 64 kilometer lang en loopt langs Hardeshøj, het Nørreskoven-bos, Fynshav.